# Un novio difícil
Un novio difícil fue una telenovela argentina que se transmitió por Canal 9 en 1982.
Protagonizada por Selva Alemán y Norberto Suárez. Con la participación antagónica de Beatriz Spelzini, con las actuaciones estelares de Perla Santalla, Carlos Estrada y un gran elenco.

## Guion
La telenovela es una obra original del escritor Gerardo Galván, autor también de otras historias nobles como Los vecinos son macanudos (1971), El exterminador (1972), Mi dulce enamorada (1973), Paulina Morales (1976), Nuestro encuentro (1978), Mamá linda (1979), Una escalera al cielo (1979), Estación Terminal (1980), La sombra (1981), Un callejón en las nubes (1982) y entré otras.

## Elenco
- Selva Alemán - Paulina Morán
- Norberto Suárez - Emiliano Casagrande
- Beatriz Spelzini - Cristina Guglimonti
- Perla Santalla - Gabriela
- Carlos Estrada - Sebastián
- Daniel Fanego - Jorge
- Cecilia Maresca - Aída
- Humberto Serrano - Leonardo
- Nora Cullen - Lucía
- Horacio Dener - Martín
- Catalina Speroni - Andrea
- Iris Alonso - Rita Cáceres
- María Sanjurjo - Camila
- Daniel Guerrero - Luciano
- Marta Gam - Talía
- César Cimini - Diego
- Alejandro Marcial - Juan Pablo

## Equipo técnico
- Historia original: Gerardo Galván
- Dirección: Óscar Bertotto
- Producción: Roberto H. López